# فدراسیون دوچرخه‌سواری ارمنستان
فدراسیون دوچرخه‌سواری جمهوری ارمنستان (ارمنی: Հայաստանի հեծանվային մարզաձևերի ֆեդերացիա) که با نام فدراسیون دوچرخه‌سواری ارمنستان نیز شناخته می‌شود، نهاد تنظیم‌کننده ورزش دوچرخه‌سواری در ارمنستان می‌باشد که توسط کمیته المپیک ارمنستان اداره می‌شود و مقر آن در شهر ایروان واقع شده است.

## تاریخچه
این فدراسیون عضو کامل اتحادیه جهانی دوچرخه‌سواری و اتحادیه اروپایی دوچرخه‌سواری می‌باشد.
دوچرخه‌سواران ارمنستانی در مسابقات قهرمانی در سطوح مختلف اروپایی و بین‌المللی از جمله در مسابقات قهرمانی جهانی و بازی‌های المپیک تابستانی شرکت می‌کنند.
این فدراسیون پیست دوچرخه‌سواری ایروان را مدیریت می‌کند.ادگار استپانیان دوچرخه‌سوار ارمنستانی در مسابقات قهرمانی دوچرخه‌سواری پیست اروپا در سال‌های ۲۰۱۵ و ۲۰۱۸ با موفقیت شرکت کرد و در رده‌های نوجوانان و زیر ۲۳ سال دو مدال طلا کسب نمود.